# Calomnie
Pour les films, voir Calomnie (film) et Calomnies (film).
La calomnie est une « accusation mensongère qui blesse la réputation et l’honneur » ou une « utilisation systématique d'allégations mensongères en vue de discréditer quelqu’un ». En ce sens c'est une notion proche de l'injure et de la diffamation. La calomnie est une façon de haïr quelqu'un en utilisant par exemple des mensonges pour briser sa réputation et lui faire du mal intentionnellement par méchanceté.
La calomnie peut prendre plusieurs formes : interrogation rhétorique calomnieuse, aposiopèse, réticence. Elle peut laisser des traces dans l'opinion : « Calomniez, calomniez, il en restera toujours quelque chose ! » comme le rappelle l'apophtegme de Francis Bacon.

## Point de vue juridique
Le(s) législateur(s) désirant que la calomnie soit un acte punissable, sont confrontés à la difficulté de lui donner une définition permettant d'en apporter la preuve. Cette situation peut amener à des interprétations relativement divergentes du concept. Le droit suisse, par exemple, adopte une définition très littérale de ce terme, mais qui est presque impossible à prouver, alors que la définition du droit belge est au contraire beaucoup plus simple à établir.[réf. nécessaire]

### Belgique
En Belgique, quelqu'un est coupable de calomnie s'il porte atteinte sans preuve à l'honneur d'un tiers, alors que la loi admet la preuve du fait imputé, et de diffamation lorsque la loi n'admet pas cette preuve (par exemple, parce qu'elle est obtenue illégalement ou pour cause de prescription), les « atteintes portées à l'honneur » étant prévues dans le Chapitre V du Code pénal, articles 443 à 453-bis.

### Canada
En droit pénal canadien, les termes  « dénonciation calomnieuse » et « calomnie » ne sont pas employés dans le Code criminel, mais les faits qui constituent la dénonciation calomnieuse sont réprimés sous le chef d'accusation de méfait public à l'art. 140 C.cr.. Il s'agit, avec l’intention de tromper, d'amener un agent de la paix à commencer ou à continuer une enquête dans l'un ou l'autre des quatre cas de figure énoncés dans la disposition :  

« a) soit en faisant une fausse déclaration qui accuse une autre personne d’avoir commis une infraction;
b) soit en accomplissant un acte destiné à rendre une autre personne suspecte d’une infraction qu’elle n’a pas commise, ou pour éloigner de lui les soupçons;
c) soit en rapportant qu’une infraction a été commise quand elle ne l’a pas été;
d) soit en rapportant, annonçant ou faisant annoncer de quelque autre façon qu’il est décédé ou qu’une autre personne est décédée alors que cela est faux. »

La peine maximale pour cette infraction est de 5 ans de prison et il s'agit d'une infraction hybride. Par ailleurs, faire des allégations ou dénonciations calomnieuses peut également entraîner une poursuite civile pour responsabilité civile extracontractuelle, par ex. dans la décision Francis c. Oosterwolde.
Sous réserve de l'infraction de méfait public décrite ci-dessus et de l'infraction de libelle diffamatoire qui n'est presque jamais utilisée, la diffamation n'est généralement pas poursuivie pénalement mais est plutôt traitée comme un sujet quasi-exclusivement réservé au droit civil.

### France
En droit français, le terme, longtemps utilisé, n'est plus employé que pour la dénonciation calomnieuse. L'incrimination a largement été remplacée par celle de diffamation. La seule expression dans laquelle cette incrimination spécifique persiste est la « dénonciation calomnieuse » prévue par l'article 226-10 du code pénal.
La dénonciation calomnieuse est une dénonciation considérée comme infondée.

### Suisse
Selon le Code pénal suisse, il y a calomnie quand le calomniateur, connaissant la fausseté de ses allégations, cherche délibérément à ruiner la réputation de sa victime. L'auteur sait qu'il s'agit de mensonges, sinon c'est de la diffamation.

## Point de vue religieux
Cette section ne s'appuie pas, ou pas assez, sur des sources secondaires ou tertiaires indépendantes du sujet. Le texte peut contenir des analyses inexactes ou inédites de sources primaires.
Pour l'améliorer, ajoutez-en, ou placez des modèles {{Source secondaire souhaitée}} ou {{Source secondaire nécessaire}} sur les passages mal sourcés. (septembre 2020)

### Islam
En Islam la calomnie et la médisance sont interdites.
La calomnie c’est le fait de dire une chose sur sa sœur ou son frère qui n’existe pas. Et la médisance c’est parler de sa sœur ou son frère en son absence concernant un fait qui existe. Il n’y a pas de mensonge comme la calomnie mais la personne parle sur une autre en son absence. Cela est aussi un péché puisque la personne parle sur l’autre.
Un passage du Coran évoque la calomnie :
« Ô vous qui êtes croyants, gardez-vous de faire beaucoup de conjectures, il y a des conjectures qui sont des péchés. Ne vous espionnez pas et ne faites pas la médisance les uns des autres ; aimeriez-vous que l’un d’entre vous consomme la chair de son frère mort ? Vous ne l’aimez pas. » .

### Le châtiment des médisants
D’ après Anas ibn Malik (ra), le Messager d’Allah (saws) a dit: « Lors de mon ascension aux cieux, je suis passé devant un groupe de gens qui avaient des ongles en cuivre avec lesquels ils se déchiraient le visage et la poitrine. J’ai dit: « Qui sont ces gens ô Gabriel? » Il m’a répondu: « Ce sont ceux qui mangent la chair des autres et qui portent atteinte à leur honneur. » (Rapporté par Abou Dawoud et Ahmad).

### Christianisme

#### Dans la Bible
Plusieurs passages de l'Ancien Testament évoquent la calomnie :
- Proverbes (26, 22-24) :

« Les paroles d’un calomniateur sont comme des choses à avaler avec avidité, qui descendent jusqu’au tréfonds du ventre. Comme une glaçure d’argent appliquée sur un tesson, [ainsi] sont des lèvres ardentes avec un cœur mauvais. Avec ses lèvres celui qui a de la haine se rend méconnaissable, mais au-dedans de lui il met la tromperie. Bien qu’il mette de la grâce dans sa voix, ne te fie pas à lui, car il y a sept choses détestables dans son cœur. La haine est couverte par la tromperie. Sa méchanceté sera dévoilée dans l’assemblée. »
- Psaumes (15, 1-5) :

« Celui qui marche dans l’intégrité, qui pratique la justice et qui dit la vérité selon son cœur. Il ne calomnie point avec sa langue, il ne fait point de mal à son semblable, et il ne jette point l’opprobre sur son prochain. »
La calomnie est aussi évoquée dans le Nouveau Testament :
- Luc (6, 27) :

« En ce temps-là, Jésus déclarait à ses disciples : « Je vous le dis, à vous qui m’écoutez : Aimez vos ennemis, faites du bien à ceux qui vous haïssent. Souhaitez du bien à ceux qui vous maudissent, priez pour ceux qui vous calomnient. »

#### Église catholique
La calomnie détruit l’œuvre de Dieu, car elle naît de la haine. Elle est fille du « père du mensonge » et veut anéantir l’homme, en l’éloignant de Dieu. C’est ce que le Pape François a dit lors de la Messe du 15 avril 2013. La calomnie est vieille comme le monde et on en parle déjà dans l’Ancien Testament. Il suffit de penser à l’épisode de la reine Jézabel avec la vigne de Naboth, ou à celui de Suzanne avec les deux juges. Lorsque l’on ne pouvait pas obtenir quelque chose « en empruntant une voie juste, une voie sainte », on utilisait la calomnie, qui détruit. « Cela nous fait penser — a commenté le Pape — que nous sommes tous pécheurs : tous. Nous avons péché. Mais la calomnie est une autre chose ». C’est un péché, mais c’est quelque chose de plus, parce qu’elle « veut détruire l’œuvre de Dieu et naît de quelque chose de très méchant : elle naît de la haine. Et c’est Satan qui crée la haine ». Mensonge et calomnie vont de pair parce qu’ils ont besoin l’un de l’autre pour aller de l’avant. Et sans aucun doute, a ajouté le Pape « là où il y a calomnie, il y a Satan, précisément lui ».

## Calomnie dans les arts
La Calomnie d’Apelle est considérée comme l’une des œuvres les plus célèbres de cet artiste grec du IVe siècle av. J.-C. Il a été emprisonné puis gracié à cause de calomnies proférées par un peintre concurrent. Ce tableau a inspiré d’autres artistes pendant des siècles.

## Calomnie dans l’Histoire

### Personnages ayant subi la calomnie
Le philosophe grec Socrate a été calomnié par ses contemporains et accusé de corrompre la jeunesse et de nier les dieux.
Jeanne d’Arc a été calomniée par ses ennemis et accusée de crimes tels que l'hérésie et la sorcellerie.
Le scientifique italien Galilée a été calomnié et accusé d’hérésie pour avoir soutenu l’héliocentrisme, une théorie qui remettait en question la vision géocentrique du monde.
Roger Salengro, maire de Lille (Nord), ministre de l'intérieur du Front Populaire, cible d'une campagne de calomnies orchestrée par l'Action Française, organisation d'extrême-droite, se suicide le 17 novembre 1936.

### Personnages ayant propagé des calomnies
Le sénateur américain Joseph McCarthy a mené une campagne de peur et de suspicion contre les communistes aux États-Unis dans les années 1950, en utilisant souvent des calomnies pour discréditer ses adversaires politiques. Le terme maccarthysme est rentré dans le langage courant pour désigner tout sapage de réputation ou campagne de dénigrement.